# Sessano del Molise
Sessano del Molise község (comune) Olaszország Molise régiójában, Isernia megyében.

## Fekvése
A megye keleti részén fekszik. Határai: Carpinone, Chiauci, Civitanova del Sannio, Frosolone, Miranda, Pesche és Pescolanciano.

## Története
A települést a 10-11. században alapították. Virágkorát a San Vincenzo al Volturno bencés apátság működése idején élte. A 12. századtól különböző nemesi családok birtokolták. A 19. század elején nyerte el önállóságát, amikor a Nápolyi Királyságban felszámolták a feudalizmust. Előbb a Terra de Lavoróhoz tartozott, 1861-ben csatolták Moliséhez.

## Népessége
A népesség számának alakulása:

## Főbb látnivalói
- Santa Maria Assunta-templom